# Sinbronn (Dinkelsbühl)

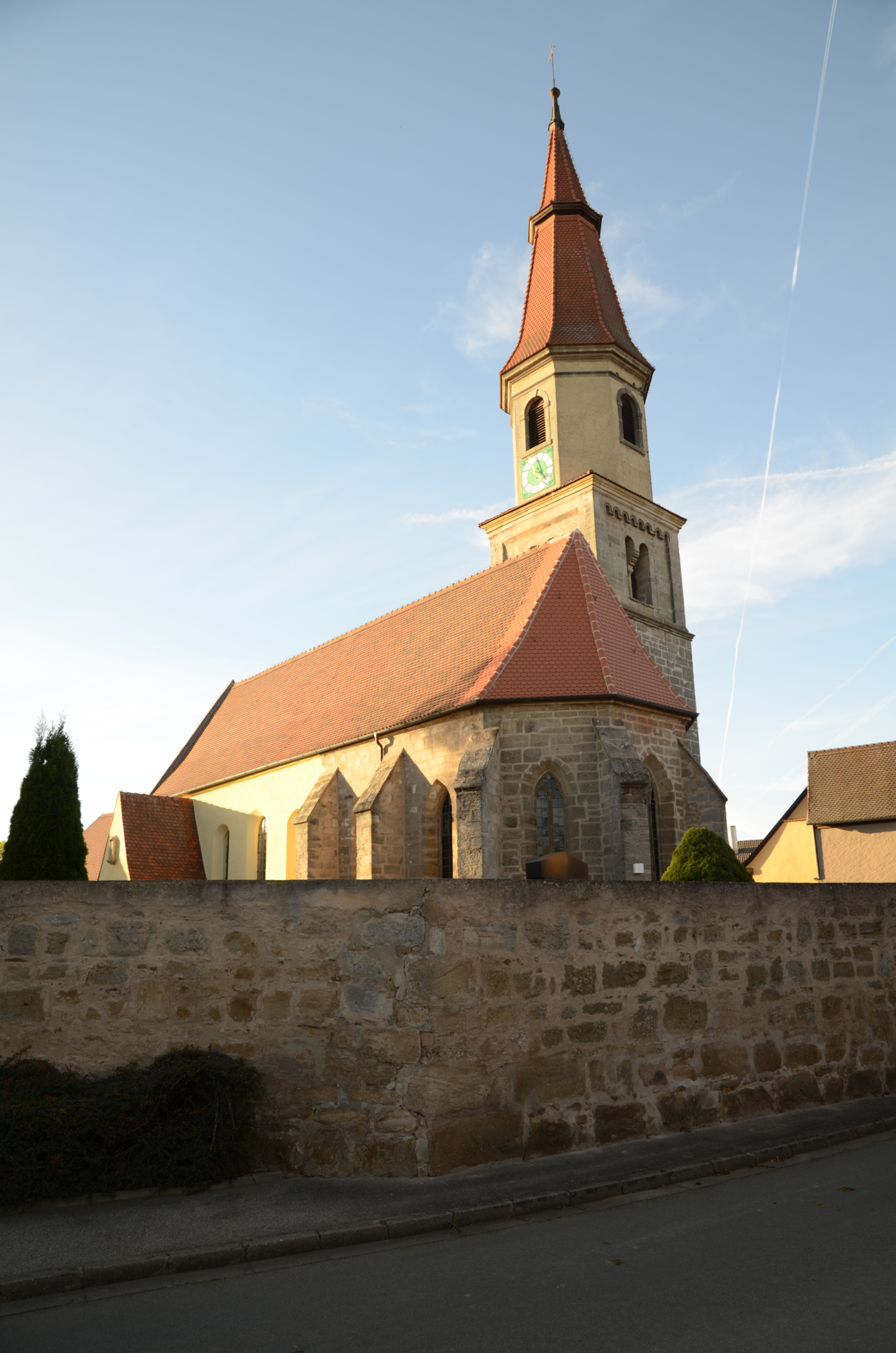
St. Peter

Sinbronn ist ein Gemeindeteil der Großen Kreisstadt Dinkelsbühl im Landkreis Ansbach (Mittelfranken, Bayern). Die Gemarkung Sinbronn hat eine Fläche von 13,880 km². Sie ist in 1341 Flurstücke aufgeteilt, die eine durchschnittliche Fläche von 10.350,45 m² haben. In ihr liegen neben dem namensgebenden Ort die Gemeindeteile Bernhardswend, Botzenweiler, Karlsholz, Rosenhof und Tiefweg.

## Geografie
Das Pfarrdorf Sinbronn liegt in Luftlinie etwa fünf Kilometer östlich der Stadtmitte von Dinkelsbühl kurz vor der Wasserscheide zwischen der näheren Wörnitz im Südwesten, welcher der im Ort entstehende Lohgraben über eine fast ununterbrochene Kette von Fischteichen zufließt, und deren großem Zufluss Sulzach im Osten. Das Dorf ist überwiegend von offener Flur umgeben, in welcher der Ackerbau dominiert. Im Nordwesten wird die Flur Schwarzfeld genannt, im Norden Bogenfeld, im Osten Aucht, im Südosten Schwarzenerde. Im Südwesten befinden sich die Anhöhen Hammerbuck und Rechenberg. Im Osten liegt das Oberholz. Die Staatsstraße 2218 führt zur Bundesstraße 25 bei Dinkelsbühl (3,3 km westlich) bzw. an Illenschwang vorbei nach Wittelshofen (7,1 km östlich). Gemeindeverbindungsstraßen führen nach Bernhardswend (2,5 km nordöstlich) und nach Karlsholz (1,3 km nördlich).

## Geschichte
Die Fraisch über Sinbronn war strittig zwischen dem ansbachischen Oberamt Wassertrüdingen, dem oettingen-spielbergischen Oberamt Dürrwangen und der Reichsstadt Dinkelsbühl. Nur innerhalb des Etters stand sie Dinkelsbühl alleine zu. Die Dorf- und Gemeindeherrschaft hatte Dinkelsbühl, was aber von Wassertrüdingen bestritten wurde. Gegen Ende des 18. Jahrhunderts bestand der Ort aus 31 Anwesen. Grundherren waren das Kastenamt Wassertrüdingen (15 Anwesen; unmittelbar: 1 Gut; mittelbar Frühmesse Sinbronn: 3 Lehengüter, 4 Sölden, Kirche Sinbronn: 7 Güter), die Reichsstadt Dinkelsbühl (15 Anwesen; Stadtkammer: 4 Häuser, 1 Haus mit Backrecht, 3 Halbhöfe, 1 Halbhof mit Brauerei- und Branntweingerechtigkeit, 1 Gut, 1 Gut mit Wirtschaft; Siechenpflege: 1 Halbhof, 1 Gut; Reichalmosenpflege: 2 Güter) und 1 Gut, das keinen Grundherrn hatte, sondern freieigen war. Außerdem gab es 1 Kirche, 1 Pfarrhaus, 1 Schulhaus, 1 Gemeinschaftshaus, 1 Gemeindehirtenhaus, 1 Ochsenhirtenhaus. Es gab 28 Untertansfamilien. Von 1797 bis 1808 unterstand der Ort dem Justiz- und Kammeramt Wassertrüdingen.
1806 kam Sinbronn an das Königreich Bayern. Mit dem Gemeindeedikt wurde 1809 der Steuerdistrikt Sinbronn gebildet. Zu diesem gehörten Bernhardswend, Botzenweiler, Dorfkemmathen, Karlsholz, Fallhaus bei Bernhardswend und Tiefweg. Zugleich entstand die Ruralgemeinde Sinbronn, die – mit Ausnahme von Dorfkemmathen – deckungsgleich mit dem Steuerdistrikt war. Mit dem Zweiten Gemeindeedikt kam Welchenholz hinzu, das aber bereits 1827 nach Illenschwang umgemeindet wurde. Die Gemeinde Sinbronn war in Verwaltung und Gerichtsbarkeit dem Landgericht Dinkelsbühl zugeordnet und in der Finanzverwaltung dem Rentamt Dinkelsbühl (1919 in Finanzamt Dinkelsbühl umbenannt, seit 1973 Finanzamt Ansbach). Die Verwaltung übernahm 1862 das neu geschaffene Bezirksamt Dinkelsbühl (1939 in Landkreis Dinkelsbühl umbenannt). Die Gerichtsbarkeit lag beim im gleichen Jahr gebildeten Stadt- und Landgericht Dinkelsbühl (1879 in das Amtsgericht Dinkelsbühl umgewandelt, seit 1973 eine Zweigstelle des Amtsgerichtes Ansbach). Rain wurde erst nach 1950 von Segringen umgemeindet. Die Gemeinde Sinbronn hatte 1964 eine Gebietsfläche von 13,870 km². Mit der Auflösung des Landkreises Dinkelsbühl im Jahr 1972 kam Sinbronn an den Landkreis Ansbach. Im Zuge der Gebietsreform in Bayern wurde Sinbronn am 1. Mai 1978 nach Dinkelsbühl eingemeindet.

### Ortsname
Die früheren Bezeichnungen „Siebenbrunnen“ und „Siebenbronn“ entwickelten sich über „Simbrunn“, „Sinnbronn“ und „Synbronn“ zu „Sinbronn“.

### Baudenkmäler
- Haus Nr. 16: ehemaliges Gasthaus, zweigeschossiger verputzter Fachwerkbau mit steilem Satteldach, bezeichnet „1809“[17]
- Haus Nr. 31: Gasthaus der ehemaligen Brauerei, zweigeschossiger Satteldachbau mit Putzgliederungen, letztes Drittel 19. Jahrhundert, im Kern älter[17]
- Haus Nr. 36: im Kern ehemaliger Nordturm der Friedhofsbefestigung, 13./14. Jahrhundert[17]
- Haus Nr. 43: evangelisch-lutherische Pfarrkirche St. Peter, romanische Saalkirche mit polygonalem Chorschluss, südlicher Portalvorhalle und nördlichem Chorflankenturm, frühes 13. Jahrhundert, Chor vermutlich zweites Viertel 14. Jahrhundert, Barockisierung 1667, Erhöhung um Turmokotogon 1722/23; mit Ausstattung; Friedhofsbefestigung, Bruchsteinmauer mit teilweise erhaltenen Rund- und Vierecktürmen, 13./14. Jahrhundert; Torturm, dreigeschossiger Quaderbau mit Fachwerkobergeschoss, 13./14. Jahrhundert; Rest des ehemaligen Nordturms der Friedhofsbefestigung, 13./14. Jahrhundert[17]

### Einwohnerentwicklung
Gemeinde Sinbronn
| Jahr      | 1818   | 1840   | 1852   | 1855   | 1861   | 1867   | 1871   | 1875   | 1880   | 1885   | 1890   | 1895   | 1900   | 1905   | 1910   | 1919   | 1925   | 1933   | 1939   | 1946   | 1950   | 1952   | 1961   | 1970   |
| Einwohner | 567    | 503    | 495    | 500    | 500    | 504    | 508    | 505    | 504    | 501    | 494    | 491    | 485    | 506    | 521    | 518    | 520    | 501    | 470    | 605    | 601    | 582    | 504    | 519    |
| Häuser    | 98     | 84     |        |        |        |        | 101    |        |        | 99     | 101    |        | 102    |        |        |        | 94     |        |        |        | 101    |        | 99     |        |
| Quelle    | [ 19 ] | [ 20 ] | [ 21 ] | [ 21 ] | [ 22 ] | [ 23 ] | [ 24 ] | [ 25 ] | [ 26 ] | [ 27 ] | [ 28 ] | [ 21 ] | [ 29 ] | [ 21 ] | [ 30 ] | [ 21 ] | [ 31 ] | [ 21 ] | [ 21 ] | [ 21 ] | [ 32 ] | [ 21 ] | [ 13 ] | [ 33 ] |

Ort Sinbronn
| Jahr      | 001818 | 001840 | 001861 | 001871 | 001885 | 001900 | 001925 | 001950 | 001961 | 001970 | 001987 |
| Einwohner | 255    | 245    | 247    | 247    | 250    | 226    | 254    | 336    | 270    | 257    | 282    |
| Häuser    | 43     | 45     |        |        | 51     | 51     | 50     | 50     | 53     |        | 84     |
| Quelle    | [ 19 ] | [ 20 ] | [ 22 ] | [ 24 ] | [ 27 ] | [ 29 ] | [ 31 ] | [ 32 ] | [ 13 ] | [ 33 ] | [ 1 ]  |

## Religion
Sinbronn ist Sitz der Pfarrei St. Peter und ist seit der Reformation evangelisch-lutherisch geprägt. Die Katholiken sind nach St. Peter und Paul (Halsbach) gepfarrt.

## Vereine, Sport, Freizeit und Veranstaltungen
Der Sportverein Sinbronn e. V., die Krieger- und Soldatenkameradschaft, der Obst- und Gartenbauverein Sinbronn sowie die Selbsthilfegruppe Brücke zur Arbeit e. V. sind in Sinbronn aktiv.
Eine sportliche Aktivität bietet auch der Deutsche Alpenverein Sektion Dinkelsbühl im alten Trafohäuschen. Dieses wurde umgebaut und dient seit 2008 als Indoor-Kletterturm.
Der Aeroclub Dinkelsbühl e. V. betreibt den kleinen Flugplatz Dinkelsbühl-Sinbronn mit einer 700 Meter langen Graspiste, an dem Rundflüge, Fallschirmspringen und die Ausbildung für Ultraleichtflugzeuge (SPL) sowie zur Motorfluglizenz bis PPL-A-JAR FCL angeboten wird. (Siehe auch Liste der Verkehrs- und Sonderlandeplätze in Deutschland)
Seit 5. September 2015 ist am Flugplatz der Rettungshubschrauber Christoph 65 stationiert.
Seit 2006 findet in Sinbronn jährlich am dritten August-Wochenende das Summer Breeze Open Air statt, mit bis zu 45.000 Besuchern ist es das zweitgrößte Metal-Festival Deutschlands.

## Gewerbe
Durch seine Nähe zu Dinkelsbühl entwickelte sich ein kleines Industriegebiet östlich des Ortes in unmittelbarer Nähe des Flugplatzes. Der größte Arbeitgeber ist ein Unternehmen der Elektroindustrie mit knapp 400 Mitarbeitern. Die Erweiterung des Ortes durch das Industriegebiet machte die Einführung von Straßennamen notwendig. Zuvor wurden die Gebäude des Ortes nur durch ihre Nummerierung unterschieden.